# Demo 2
Albums de Blink-182
Flyswatter
(1993) Buddha
(1994)
Demo #2 est la deuxième démo du groupe de musique californien Blink-182, à l'époque connu sous le nom de Blink. Elle est sortie sous forme de cassette en 1993 et a été imprimée en très peu d'exemplaires, lesquelles sont aujourd'hui pratiquement introuvables. Sa pochette, très recherchée également, est une feuille de papier qui présentait uniquement le nom du groupe, Blink, et les mots Demo #2 sur un fond blanc.

## Liste des pistes
| Demo #2 | Demo #2           | Demo #2   | Demo #2 | Demo #2 | Demo #2 | Demo #2 | Demo #2 | Demo #2 | Demo #2 |
| No      | Titre             | Auteur    | Durée   |         |         |         |         |         |         |
| ------- | ----------------- | --------- | ------- | ------- | ------- | ------- | ------- | ------- | ------- |
| 1.      | Marlboro Man      | Blink-182 | 3:29    |         |         |         |         |         |         |
| 2.      | Time              | Blink-182 | 2:35    |         |         |         |         |         |         |
| 3.      | TV                | Blink-182 | 1:41    |         |         |         |         |         |         |
| 4.      | Degenerate        | Blink-182 | 2:30    |         |         |         |         |         |         |
| 5.      | Untitled #1       | Blink-182 | 2:07    |         |         |         |         |         |         |
| 6.      | Better Days       | Blink-182 | 2:09    |         |         |         |         |         |         |
| 7.      | Sometimes         | Blink-182 | 1:14    |         |         |         |         |         |         |
| 8.      | Point of View     | Blink-182 | 1:14    |         |         |         |         |         |         |
| 9.      | Romeo and Rebecca | Blink-182 | 2:37    |         |         |         |         |         |         |
| 10.     | My Pet Sally      | Blink-182 | 1:42    |         |         |         |         |         |         |
| 11.     | Reebok Commercial | Blink-182 | 2:40    |         |         |         |         |         |         |
| 12.     | Untitled #2       | Blink-182 | 2:29    |         |         |         |         |         |         |
| 26:27   |                   |           |         |         |         |         |         |         |         |

- Les chansons Marlboro Man, Time, Point of View et Reebok Commercial étaient déjà présentes sur Flyswatter, la première démo du groupe.

## Collaborateurs
- Tom DeLonge — Chant/Guitare
- Mark Hoppus — Chant/Basse
- Scott Raynor — Batterie